# Björnhulta sjö
Björnhulta sjö är en sjö i Härryda kommun i Västergötland och ingår i Rolfsåns huvudavrinningsområde. Sjön är 8 meter djup, har en yta på 0,0971 kvadratkilometer och är belägen 82,2 meter över havet.

## Delavrinningsområde
Björnhulta sjö ingår i det delavrinningsområde (639734-130039) som SMHI kallar för Mynnar i Rolfsån. Medelhöjden är 114 meter över havet och ytan är 23,25 kvadratkilometer. Det finns inga avrinningsområden uppströms utan avrinningsområdet är högsta punkten. Häbbäcken som avvattnar avrinningsområdet har biflödesordning 2, vilket innebär att vattnet flödar genom totalt 2 vattendrag innan det når havet efter 52 kilometer. Avrinningsområdet består mestadels av skog (76 procent) och jordbruk (12 procent). Avrinningsområdet har 0,1 kvadratkilometer vattenytor vilket ger det en sjöprocent på 0,4 procent. Bebyggelsen i området täcker en yta av 0,3 kvadratkilometer eller 1 procent av avrinningsområdet.